# Цикулин, Дементий Иванович
Дементий Иванович Цикулин (род. около 1780, с. Ловцы, Егорьевский уезд, Рязанская губерния — дата и место смерти не известны) — российский крепостной крестьянин, известный письменным описанием своих приключений в странах Ближнего Востока.

## Биография

### Происхождение, семья, ранние годы
Согласно «Необыкновенным похождениям…» Цикулин родился в селе Ловцы Зарайского уезда Рязанской губернии, принадлежавшем Павлу Михайловичу Ласунскому и был крепостным в его услужении с 14-летнего возраста до 28-летнего, в 1808 году ему шёл 29-й год. Рождение поэтому обычно датируют 1779 годом.
Согласно исследованиям XXI века, настоящее имя Демид Иванович Цепулин, родился в 1783 году, седьмой ребёнок в семье. Отец — крестьянин Иван Ефимович Цепулин, в 1782 году ему было 37 лет. Мать — Прасковья Федоровна, в 1782 году ей было 36 лет. Сёстрам и братьям в 1782 году было: Ульяне — 16 лет, Наталье — 13 лет, Якову-старшему — 10 лет, Ефрему — 9 лет, Якову-младшему — 6 лет, Терентию — 3 года.
В 1785 году родители и брат Терентий умерли. В 1794 году Якова-старшего отдали в рекруты, а сестёр Ульяну и Наталью — выдали замуж. В 1795 году Демид находился на попечении братьев Ефрема и Якова-младшего.
Согласно ревизии 1816 года, Демид пропал без вести в 1808 году. В селе оставалась его бездетная жена Анна 27 лет, уроженка того же села. В своих «Необыкновенных похождениях…» Цикулин жену не упоминает.

### Путешествия
В 1808 году был отправлен хозяином в Астрахань на заработки, где нанялся к русскому купцу, направлявшемуся в Персию, в Зинзилин. Отсюда Цикулин направился в Иерусалим, но в пути был пленён и обращён в рабство персидскими разбойниками.
Сменив множество хозяев, каждый из которых пытался перевести Дементия в ислам, Цикулин не поддался ни уговорам, ни унижениям и притеснениям, оставшись в православной вере. Череда побегов привела Цикулина в Багдад, где он нашёл поддержку у Давида-паши — наместника грузинского происхождения.
Единоверцы помогли Цикулину довершить паломничество в Иерусалим. Но в одном из портов Цикулина заманили на английский корабль, где снова обратили в рабство. Цикулина стал личным слугой капитана этого корабля и вместе с ним побывал сначала в Египте, а затем в Индии.
В Бомбее Цикулин обратился к некоему Александру Грифсу (сыну медика из Санкт-Петербурга), который оказал содействие в освобождении Цикулина и доставке его в Англию. Посол России в Великобритании граф Ливен выхлопотал для Цикулина дозволение на возвращение в Россию. Кроме того, помощь в Лондоне оказали также консул Дубачевский А. Я. и священник церкви при русском посольстве Смирнов Я. И.
Из Лондона в Россию Цикулин возвращался сухопутным путём.

### После путешествий
Спустя тринадцать лет после отбытия, Цикулин вернулся в Россию. В августе 1820 года Димид Иванов был вновь приписан к селу Ловцы, как явившийся из бегов крепостной.
При содействии петербургского генерал-губернатора М. А. Милорадовича, Цикулин получил отпускную от своего помещика Ласунского, после чего поселился в Нижнем Новгороде, «приписавшись в мещанское сословие».
В мещанское сословие Нижнего Новгорода Дементий Иванович Цыпулин записался вместе с женой Анной в августе 1823 года. В 1825 году у них родился сын Яков.

## Публикация
К публикации «Необыкновенные похождения и путешествия…» были предложены Мухановым П. А.. Впервые напечатаны в журнале «Северный архив» № 8 часть 14 за 1825 год. «Похождения» были снабжены историческими примечаниями за авторством Грибоедова (написанными по просьбе Ф. В. Булгарина) и вступительным словом за авторством Ф. В. Булгарина.
Рукопись «Необыкновенных похождений…» хранится в институте русской литературы (Пушкинском Доме) РАН. В рукописи фамилия автора записана как Цыпулин. В письме Муханова Булгарину — Ципульский.
Достоверность событий, изложенных в «Необыкновенных похождениях…» ставилась под сомнение уже при её первой публикации и Грибоедовым и Булгариным.

Неужели ты не заметил, что Цикулин врет об английском наказании кошками?!
— Грибоедов А. С.

Таким образом, безусловно доверять опубликованным в «Северном архиве» «необыкновенным похождениям» Цикулина было бы опрометчиво. Но и для объяснения всех загадок и противоречий этого текста пока недостаточно данных.
— Грачева И. В.

## Память
В музее «Рыбацкая слобода» села Ловцы представлена информация о легендарном жителе села Ципулине Дементии Ивановиче по прозвищу «Дементий — обойди свет».